# Much Too Soon
Much Too Soon (englisch für „viel zu früh“) ist eine Popballade des US-amerikanischen Sängers Michael Jackson, die am 10. Dezember 2010 posthum auf dem Album Michael erschien.

## Entstehung
Much Too Soon wurde von Jackson im Mai 1994 während der Aufnahmen für das Album HIStory – Past, Present and Future Book I alleine geschrieben und produziert. Ursprünglich hatte das Lied nur Gitarrenbegleitung. Zwar bezeichnete Jackson Much Too Soon in einer handschriftlichen Notiz als „großartig“, aber dennoch schaffte es das Lied nicht auf die finale Titelliste. 2009 erwähnten der Tontechniker Bruce Swedien und sein Assistent Rob Hoffman das Lied erstmals öffentlich und bezeichneten es als Jacksons am meisten von Herzen kommende Vocal Performance. Für das Album Michael wurde die Instrumentalisierung um eine Kora, eine Harmonika, ein Akkordeon und eine Violine erweitert und auch die Gitarre neu eingespielt. Die Originalversion wurde einige Wochen vor der Albumveröffentlichung im Internet geleaked.

## Inhalt
Much Too Soon handelt davon vom lyrischen Ich, das von der Liebe verlassen wird („And would you like to go with me and she answered ‚no‘ to me“) und so die Lektion zu früh bekommen hat („I guess I’ve learned my lesson much too soon“). Zum einen möchte sich das lyrische Ich von der Liebe lösen, um wieder glücklich zu werden („I hope to make a change now for the better/Never letting fate control my soul“), zum anderen hofft es immer noch auf eine Rückkehr der Liebe („And I’m hoping my prayers will see/The day that you’ll come back to me“).

## Besetzung
Originalversion
- Komposition – Michael Jackson
- Produktion – Michael Jackson
- Gitarre – Jeffrey Mironov
- Tontechniker – Bruce Swedien
- Mix – Bruce Swedien

Posthum vollendete Version
- Komposition – Michael Jackson
- Produktion – Michael Jackson, John McClain
- Solo, Background Vocals – Michael Jackson
- Gitarre – Tommy Emmanuel
- Kora – Dean Parks
- Harmonika – Tommy Morgan
- Akkordeon – Suzie Katayama
- Violine – Charlie Bisharat
- Arrangements und Dirigent – David Campbell